# El Tialle
El Tialle är en ort i Mexiko.   Den ligger i kommunen San Francisco Jaltepetongo och delstaten Oaxaca, i den sydöstra delen av landet, 300 km sydost om huvudstaden Mexico City. El Tialle ligger 2 168 meter över havet och antalet invånare är 142.
Terrängen runt El Tialle är huvudsakligen kuperad, men åt nordost är den platt. Terrängen runt El Tialle sluttar österut. Runt El Tialle är det ganska tätbefolkat, med 62 invånare per kvadratkilometer. Närmaste större samhälle är Asunción Nochixtlán, 12,3 km norr om El Tialle. Trakten runt El Tialle består i huvudsak av gräsmarker.